# ブラス!
『ブラス!』（Brassed Off）は、1996年に制作されたイギリス・アメリカの映画。閉鎖騒動の持ち上がる小さな炭坑の町を舞台に、ブラスバンドを通じて、「音楽」と「生きること」の素晴らしさを、人間模様と社会風刺を織り交ぜて描いた作品。実話に着想を得てストーリーが作られており、モデルとなっているのは、サウンドトラックの録音も担当している「グライムソープ・コリアリー・バンド」（後述）である。

## ストーリー
1990年中盤、イギリス・ヨークシャーの炭坑町グリムリー。仕事のために宿を借りたグロリア（タラ・フィッツジェラルド）は、荷物の中の楽器フリューゲルについて、宿屋の夫人に「夜中の演奏は遠慮してね」と注意を受け、炭坑夫達で作る歴史あるバンド「グリムリー・コリアリー・バンド」の練習場で練習することを薦められる。
バンドマン達は炭坑の閉鎖騒ぎで気が気ではなく、全英ブラスバンド選手権に備えた練習もおぼつかなかった。そこへ入ってきたグロリアに、指揮者ダニー（ピート・ポスルスウェイト）は「よそ者は入れない決まりだ」と断るが、グロリアはここの町の生まれだと主張する。ファミリーネームから、グロリアの祖父がダニーの親友、勇敢な炭坑夫でバンドマンだったと分かる。バンドマンの一人アンディ（ユアン・マクレガー）は、グロリアの幼なじみだった。腕前は素人みたいなものだと謙遜していたグロリアだが、「アランフェス協奏曲」のソロパートで見事な演奏を見せ、拍手が巻き起こる。こうして新たなメンバーを得たグリムリー・コリアリー・バンドだったが、実は彼女の仕事は、炭坑についての報告書を作成することだった。
経営側は組合と折衝の結果、炭坑存続か、閉鎖の代わりに高額の退職金を支払うかのどちらかを、炭坑夫に投票させることになる。バンドは準決勝を勝ち取ったものの、町に帰ってきた彼らを待っていたのは、閉鎖決定という結果であった。路上でくずおれるダニー。彼は長年の炭坑夫生活で、肺をやられていたのだった。その後偶然に、バンドマン達はグロリアが経営会社の建物から出てくるのを目撃してしまう。特にグロリアと恋仲に落ちていたアンディは、少なからずショックを受けるのだった。
アンディは賭けビリヤードでテナーホーンを取られてしまう。他のメンバー達の心も揺れ動くが、生活が逼迫していることや、グロリアに裏切られたという思いもあり、バンドを辞めることを決意する。最後の演奏として、ダニーが入院している病院の前で「ダニー・ボーイ」を演奏する。そしてダニーの息子フィルに、全員バンドを辞めることを伝えるよう依頼するが、フィルは結局伝えることはできなかった。彼の家では、借金の返済ができず家財道具を差し押さえられ、妻は子供を連れて実家に戻ってしまう。人生に絶望したフィルは、炭坑の櫓の上で首吊り自殺を試みるが、発見され未遂に終わる。一方、グロリアも会社に裏切られたことを知った。実は炭坑の閉鎖は、2年も前から決まっていたことだった。彼女が炭坑夫達のために書いた報告書は、結局何の役にも立たなかったのだ。グロリアは、自分のためではなく、炭坑夫達のために、そしてダニーのために、決勝出場のための資金を提供を申し出た。会社の腹黒いやり口に怒った彼女は、辞職して退職金をもらったのだ。
決勝当日。ロイヤル・アルバート・ホールに立ったメンバーは「ウィリアム・テル序曲」を力強く演奏。見事優勝を勝ち取り、病院を抜け出したダニーがサッチャリズムを批判して「この10年間、政府は産業を破壊してきた。産業だけでなく、共同体や家庭をも。発展の名を借りた、まやかしのために」「職だけでなく、生きる意志までも奪っている」とスピーチし、トロフィーの受取を拒否して「威風堂々」を演奏し、喜びの帰路につく。

## キャスト
| 役名     | 俳優                         | 日本語吹替 |
| -------- | ---------------------------- | ---------- |
| ダニー   | ピート・ポスルスウェイト     | 池田勝     |
| アンディ | ユアン・マクレガー           | 古澤徹     |
| グロリア | タラ・フィッツジェラルド     | 杉村理加   |
| フィル   | スティーブン・トンプキンソン | 島田敏     |
| ハリー   | ジム・カーター               | 田原アルノ |

## スタッフ
- 製作：スティーブ・アボット
- 監督・脚本：マーク・ハーマン
- 撮影：アンディ・コリンズ
- 編集：マイケル・エリス・エース
- 美術：ドン・テイラー
- 衣装：エイミー・ロバーツ
- 音楽：トレヴァー・ジョーンズ (Trevor Jones)
- 演奏：グライムソープ・コリアリー・バンド (Grimethorpe Colliery Band)

## 背景
- 原題の「Brassed off」はイギリス英語で「怒っている」、「うんざり」という意味になる。
- 劇中のセリフにある「10年前のスト」というのは、1984年に起きた全英炭坑ストライキ（UK miners' strike）がモチーフになっている。
- 舞台であるグリムリーのモデルは、実際に南ヨークシャーにある炭鉱町のグライムソープである。本作のストーリーはグライムソープ・コリアリー・バンドにまつわる実話を元にしている。グライムソープ炭鉱の閉鎖が決定した1992年、同バンドは全英ブラスバンド選手権に出場し、鬼気迫る演奏を披露して優勝した。
- 作中の演奏シーンではメインのキャスト達と一緒に、グライムソープ・コリアリー・バンドのメンバー達が出演している。サウンドトラックも彼らの演奏によるものである[1]。